# Rengg
Die Rengg ist ein Pass im Schweizer Kanton Luzern.

## Lage
Der Pass über die Bramegg verbindet Schachen LU mit Entlebuch LU und liegt in der UNESCO Biosphäre Entlebuch. Die Passhöhe beträgt 959 m ü. M.
Der Renggpass war stets ein wichtiger Pass zwischen dem Entlebuch und dem Luzernischen. Der Pass dient vor allem dem Lokalverkehr als Ausweichroute, statt über Wolhusen zu fahren. Das Gebiet ist von vielen Bauernhöfen umgeben. Für Lastwagen gilt ein Fahrverbot. Der Pass ist das ganze Jahr über offen.
Die Rengg ist nicht zu verwechseln mit dem Renggpass am Pilatusausläufer Lopper, einem Übergang zwischen Hergiswil NW und Alpnachstad, wo am 28. August 1802 im «Stecklikrieg» die aufständischen Nidwaldner gegen die Regierungstruppen der helvetischen Zentralregierung ein Gefecht gewannen.
Seit 2005 steht auf der Rengg im Feldmoos eine Windkraftanlage; 2011 wurde eine weitere Anlage installiert (Windpark Feldmoos/Rengg).